# Neoptelobius scutulatus
Neoptelobius scutulatus is een keversoort uit de familie snuitkevers (Curculionidae). De wetenschappelijke naam van de soort werd in 1894 gepubliceerd door Walter Fielding Holloway Blandford.